# Bernard Montrenaud
Bernard Montrenaud (28 marzo 1944) è un ex tennista francese.

## Carriera
Nei tornei del Grande Slam ha ottenuto il suo miglior risultato raggiungendo i quarti di finale di doppio misto all'Open di Francia nel 1971, in coppia con Jeanine Lieffrig.